# フィオナ・ケレガン
フィオナ・ケレガン（Fiona Kelleghan、フロリダ州ウェストパームビーチ出身、1965年4月21日 - ）は、サイエンス・フィクションとファンタジーを専門とするアメリカの研究者兼評論家。マイアミ大学付属のオットー・G・リヒター図書館のメタデータ司書および図書目録作成者でもあったが、2011年に大学を離れた。

## 履歴
ワシントン・ポスト紙に寄稿している評論家のマイケル・ディルダはケレガンを「ジャンル小説におけるユーモアの専門家」と呼び、ケレガンはマイアミ大学のWebサイトに「サイエンス・フィクション、ファンタジー、ホラー」の公式の専門家として掲載された。
サイエンス・フィクションのジャンルの内外を問わず映画に興味を持ち、アマチュアの動物行動学者でもある。
自身が「野蛮なヒューマニズム」と呼ぶサイエンス・フィクションの、世俗的で風刺的な文学的ムーブメントを特定した。ケレガンの批評的なアンソロジー The Savage Humanists（Robert J. Sawyer Books、2008年）は、ムーブメントと、その実行者を開設する17,000語のエッセイで始まり、ケレガンによる解説付きでグレゴリー・フロスト、ジェイムズ・パトリック・ケリー、ジョン・ケッセル、ジョナサン・レセム、ジェイムズ・モロウ、キム・スタンリー・ロビンソン、ロバート・J・ソウヤー、ティム・サリヴァンおよびコニー・ウィリスによる物語が集められている。この「自伝的逸話を伴う野蛮なヒューマニズムの定義」（A Definition of Savage Humanism, with Autobiographical Anecdotes）と題されたエッセイは The New York Review of Science Fiction誌の2008年11月号にカバーストーリーとして転載されており、その号の大部分を占めている。
その他の著作としては Mike Resnick: An Annotated Bibliography and Guide to His Work（『マイク・レズニック：注釈付きの参考文献と作品ガイド』、Farthest Star、2000年）および編集者として 100 Masters of Mystery and Detective Fiction（『ミステリーと探偵小説の100人の達人』、Salem Press、2001年、2巻本）と Magill's Choice: Science Fiction and Fantasy Literature（『マギルの選択：サイエンス・フィクションとファンタジー文学』、Salem Press、2002年）がある。

学術研究は Extrapolation誌、Journal of the Fantastic in the Arts誌、The New York Review of Science Fiction誌、Nova Express誌、ParaDoxa: Studies in World Literary Genres誌、Science Fiction Studies誌および SFRA Review誌（ケレガンが会員であるサイエンス・フィクション研究協会の広報誌）などに掲載されている。
American Women Writers（『アメリカの女性作家』）；Contemporary Novelists [7th Edition]（『現代の小説家』［第7版］、ケレガンはレイ・ブラッドベリ、ジョナサン・レセム、コニー・ウィリスなどの権威である）；Magill's Guide to Science Fiction and Fantasy Literature（『マギルのサイエンス・フィクションとファンタジー文学のガイド』）；ニール・バロン編集のFantasy and Horror: A Critical and Historical Guide to Literature, Illustration, Film, TV, Radio, and the Internet（『ファンタジーとホラー：文学、イラストレーション、映画、テレビ、ラジオおよびインターネットへの批評的かつ歴史的なガイド』）；St. James Guide to Crime & Mystery Writers（『犯罪とミステリー作家へのセント・ジェームスのガイド』）；St. James Guide to Science Fiction Writers（『サイエンス・フィクション作家へのセント・ジェームスのガイド』）；Supernatural Fiction Writers: Contemporary Fantasy and Horror（『超自然フィクション作家：現代ファンタジーとホラー』）およびTwentieth-Century Literary Movements Dictionary（『20世紀の文学ムーブメント辞典』）等の参考書に寄稿しており、そしてダリル・F・マレットとの共著で Genre and Ethnic Collections: Collected Essays（『ジャンルと民族コレクション：収集されたエッセイ』）や、マレットとハル・ホールとともに Pilgrims & Pioneers: The History and Speeches of the Science Fiction Research Association Award Winners（『巡礼者と先駆者：サイエンス・フィクション研究協会賞受賞者の歴史とスピーチ』、Bongo Press、1999年）を完成いさせる多大な責任を負っていた。フィオナの書評はワシントン・ポスト紙に掲載され、BarnesandNoble.com に公式の委託レビューとして掲載されており、インターネット・ムービー・データベース（IMDｂ）に多数のプロットの要約と、ミニ伝記を寄稿している。
Journal of the Fantastic in the Arts の書評家であり（1999年以降）、en:Science Fiction StudieScience Fiction Studies の編集コンサルタントを務めていた（1994年以降）。 The Greenwood Encyclopedia of Science Fiction and Fantasy: Themes, Works, and Wonders（ゲイリー・ウェストファール編、Greenwood Press、2005年）の諮問委員兼寄稿者であり、国際ファンタスティック・イン・アーツ協会から新進作家に贈られるウィリアム・L・クロフォード・ファンタジー賞の審査員を務めている。
2008年3月、第29回国際ファンタスティック・イン・アーツ会議で、"The Intimately Human and the Grandly Cosmic: Humor and the Sublime in the Works of Robert J. Sawyer"（「親密な人間と壮大な宇宙：ロバート・J・ソウヤーの作品におけるユーモアと崇高さ」）と題した論文を発表した。2009年3月第30回国際ファンタスティック・イン・アーツ会議で、"Time and the Fiction of Robert J. Sawyer: Flash Forward to the End of an Era"（「ロバート・J・ソウヤーの時間とフィクション：時代の終わりへのフラッシュ・フォワード」）と題した論文を発表した。1990年代、同じ会場でサイエンス・フィクションやファンタジーでの猫の餌やりや、本や『トイズ』や『プレデター』などの映画でのカモフラージュについて講演した。
進行中の仕事としては Alfred Bester, Grand Master: An Annotated Bibliography（『アルフレッド・べスター、グランドマスター：注釈付き参考文献』）や、野蛮なヒューマニズムに関するさらなる研究が挙げられる。
マイアミ大学で准教授を務めていた。1989年から2011年まで同大の教員であり、1995年にテニュアを得た。フロリダ州立大学で図書館学および情報科学で修士号を（1988年）、マイアミ大学で英語の修士号を取得した（1996年）。
クラリオン・ウェストサイエンス・フィクション創作ワークショップの卒業生である（1995年）。
苦しんでいる乙女のおとぎ話の慣習と戯れる短編小説 "The Secret in the Chest: With Tests, Maps, Mysteries, & Intermittent Discussion Questions"（「胸の中の秘密：テスト、地図、ミステリーおよび断続的な議論の疑問」）は、 Realms of Fantasy（ファンタジーの王国）誌（1998年10月号）に掲載され、 The Year's Best Science Fiction: 16th Annual Collection（『今年のベスト・サイエンス・フィクション：第16回年次コレクション」、1999年）で編集者のガードナー・ドゾワによって佳作に選ばれた。

## 私生活
ケレガンはバージニア州ジェームズタウンのポカホンタスとジョン・ロルフの13代目の孫娘である。この家系を通じて、俳優のグレン・ストレンジおよびガイ・ロルフとも血縁がある。

## 出版物
- 100 masters of mystery and detective fiction（『ミステリーと探偵小説の100人の達人』） OCLC 050898535, ISBN 0893569585
- Classics of science fiction and fantasy literature（『サイエンス・フィクションとファンタジー文学の古典』） OCLC 050923618, ISBN 1587650509
- Drinks with the Spider King（『蜘蛛の王と一緒に』） OCLC 044723977
- Mike Resnick : an annotated bibliography and guide to his work（『マイク・レズニック：注釈付きの参考文献と作品ガイド』） OCLC 044751693, ISBN 1570901090
- Pilgrims and pioneers : the history and speeches of the Science Fiction Research Association Award winners（『巡礼者と先駆者：サイエンス・フィクション研究協会賞受賞者の歴史とスピーチ』） OCLC 047652196
- Science fiction, horror and the supernatural（『サイエンス・フィクション、ホラーおよび超自然』） OCLC 035011533
- The savage humanists（『野蛮なヒューマニスト』） OCLC 230208979
- The savage humanists. Educator's guide（『野蛮なヒューマニスト、教育者の手引き』） OCLC 315850549